# Ocelová lávka pro pěší (Bohumín)
Ocelová lávka pro pěší, nazývaná také lávka přes nádraží Bohumín, je pěší lávka a technická památka, která se nachází nad kolejištěm v areálu nádraží Bohumín.

## Popis a historie stavby
Ocelová lávka pro pěší, která esteticky doplňuje budovu nádraží, se skládá ze tří částí s celkovou délkou bez schodů 170 m. Nejstarší (první) část lávky s obloukovými nýtovanými příhradovými nosníky je u památkově chráněné výpravní budovy železniční stanice Bohumín (železniční výpravny) a pochází z roku 1870. V letech 1901 až 1902 byla lávka, která procházela celní budovou ve středu kolejiště, za touto celní budovou prodloužena další lávkou s přímopásovými nosníky až k ulici Lidické. V roce 2004 byla celní budova snesena (stržena) a obě části lávky pak byly spojeny středním spojovacím dílem. Lávka spojovala oblast nádraží s chemickou továrnou. Opravy a údržbu zabezpečuje firma BM servis, a.s. Technická památka je památkově chráněna od 27. května 2009.

## Další informace
Lávka je volně přístupná. Nabízí částečnou vyhlídku na město a vyhlídku pro pozorování vlakového provozu na železniční trati.

## Galerie

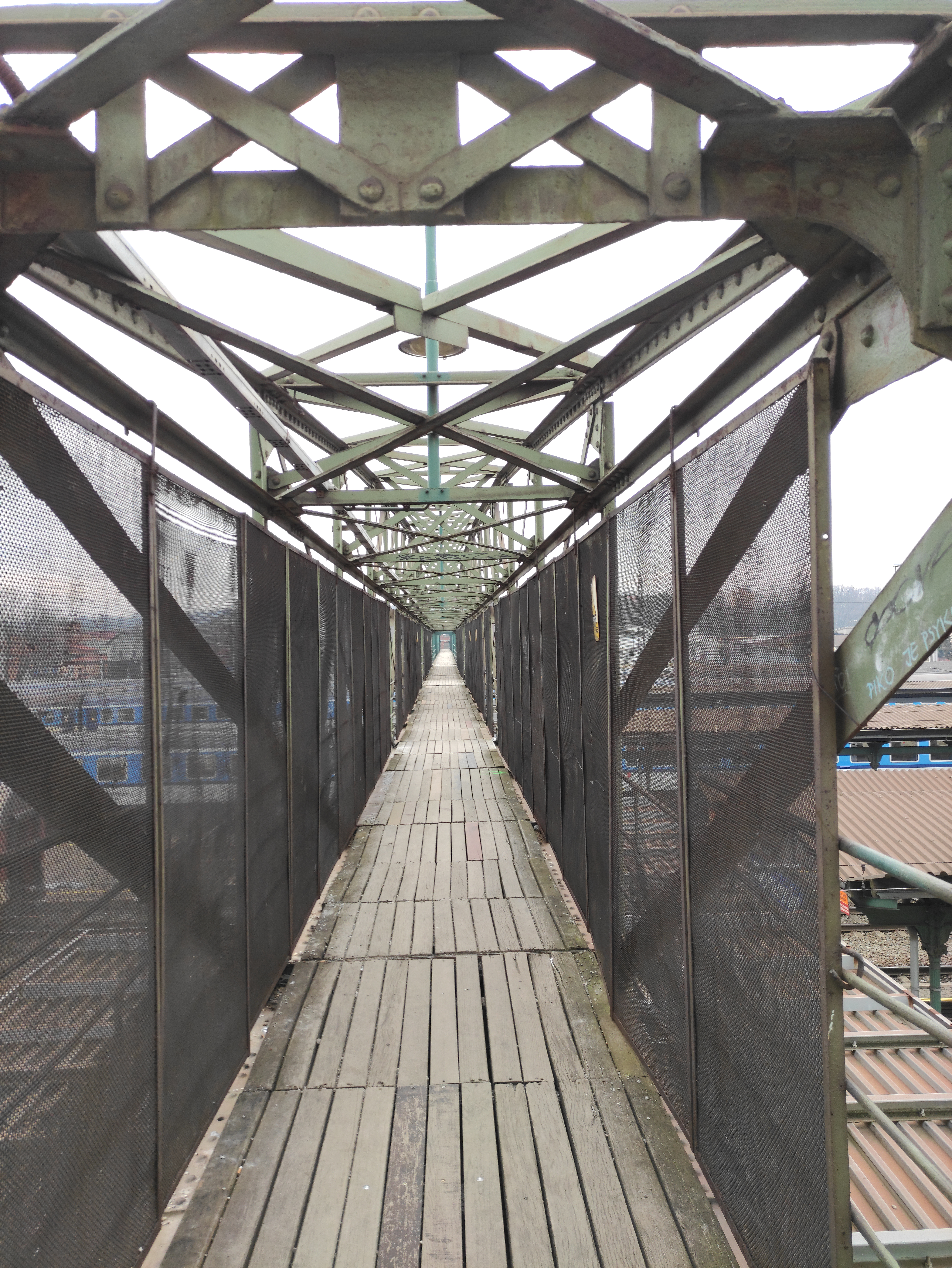
Detail nýtované příhradoviny
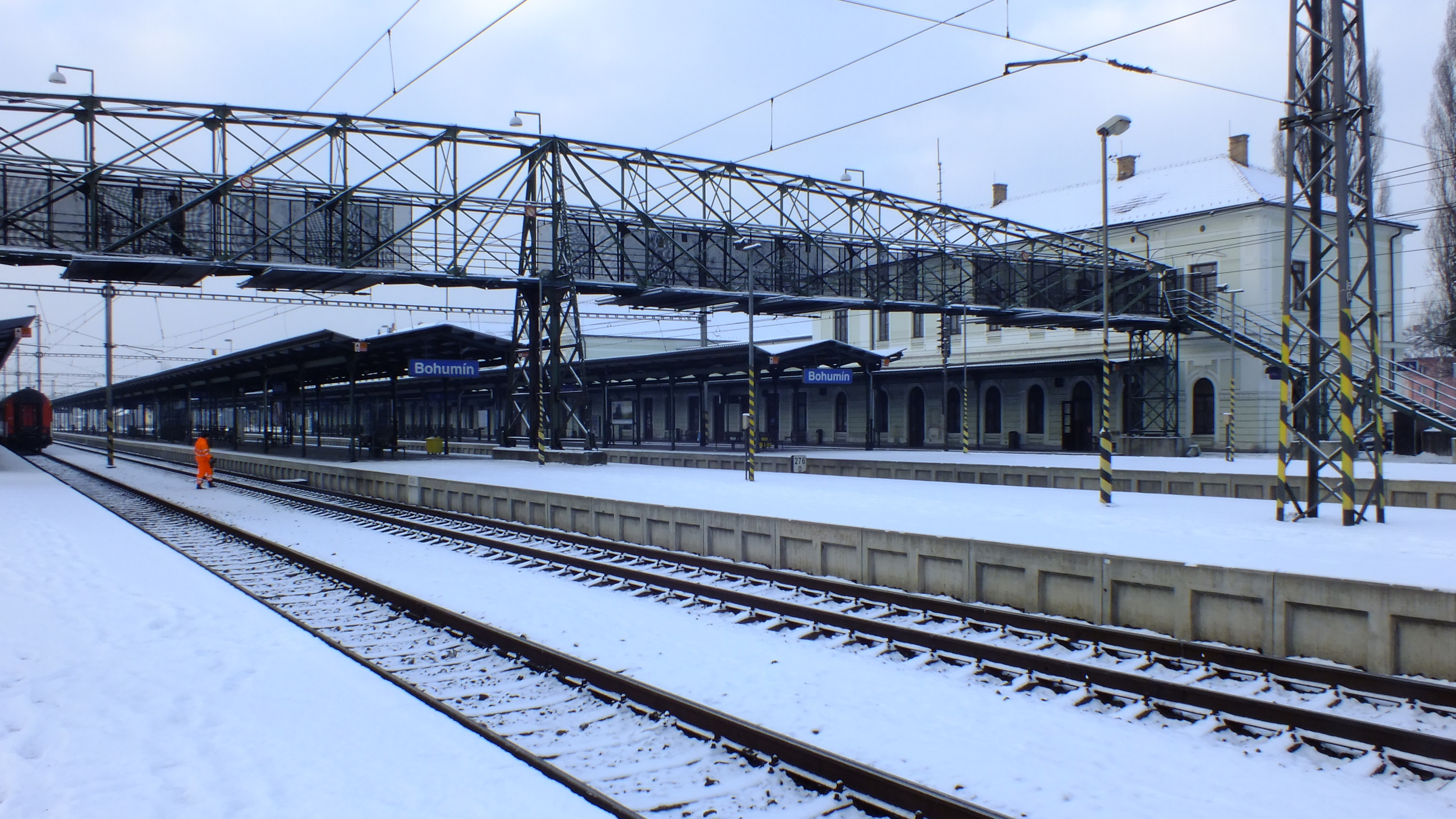
Pohled na most z nádraží